# Диазабициклоундецен
Диазабициклоундецен (1,8-Диазабицикло[5.4.0]ундец-7-ен, ДБУ, DBU) — бициклический амидин, использующийся в органическом синтезе в качестве слабонуклеофильного основания. По сравнению с третичными аминами, ДБУ является довольно сильным основанием (pKa = 13.2 (сопряжённой кислоты). Для сравнения у триэтиламина рКа = 10.87. Данная особенность объясняется наличием у протонированного ДБУ нескольких резонансных структур за счёт присутствия в молекуле второго азота с двойной связью.